# Naîgnouma Coulibaly
Naîgnouma Coulibaly (* 28. Oktober 1989 in Djikoroni) ist eine malische Basketballspielerin.

## Leben
Coulibaly spielte für Cavigal Nice Basket in der Ligue Féminine de Basketball und der malische Basketballnationalmannschaft der Damen. Nach einem Sieg beim Basketball-Afrikameisterschaft der Frauen 2007, spielte Coulibaly auch bei den Olympischen Sommerspielen 2008 in Peking.
Nach einer longen Zeit in Frankreich ging sie im September 2014 zum ungarischen Club DVTK Miskolc, dessen Mannschaft auch im Eurocoupe spielt. Nachdem sie die Saison 2015–2016 in Spanien bei Girona für 9,4 Punkte und 8,6 Rebounds in der Meisterschaft und für 8,5 Punkte und 7,2 rebounds in the Euroleague gesorgt hatte, schloss sie sich dem Türkischen Club Canik an. Nach drei Jahren in verschiedenen Ländern kehrte sie in der Saison  2017–2018 mit Nizza in die Ligue Féminine de Basketball zurück.
Im Januar 2022 kehrte sie erneut vom russischen Club Syktyvkar nach Frankreich zurück zu Flammes Carolo.